# Maroc au Concours Eurovision de la chanson 1980
Le Maroc a participé au Concours Eurovision de la chanson 1980, le 19 avril à La Haye aux Pays-Bas. C'est la première et — à ce jour — dernière participation du Maroc au Concours Eurovision de la chanson.
Le pays est représenté par la chanteuse Samira Bensaïd et la chanson Bitakat hob (en) (بطاقة حب), sélectionnées en interne par la Société nationale de radiodiffusion et de télévision.

## Sélection interne
Le radiodiffuseur marocain, Société nationale de radiodiffusion et de télévision (SNRT), choisit l'artiste et la chanson en interne représentant le Maroc au Concours Eurovision de la chanson 1980.
Lors de cette sélection, c'est la chanson Bitakat hob (بطاقة حب), interprétée par la chanteuse marocaine Samira Saïd, alors sous son nom entier Samira Bensaïd, qui fut choisie avec Jean Claudric comme chef d'orchestre.
| Ordre | Interprète     | Chanson                     | Langue |
| ----- | -------------- | --------------------------- | ------ |
| 1     | Samira Bensaïd | Bitakat hob (en) (بطاقة حب) | Arabe  |

## À l'Eurovision

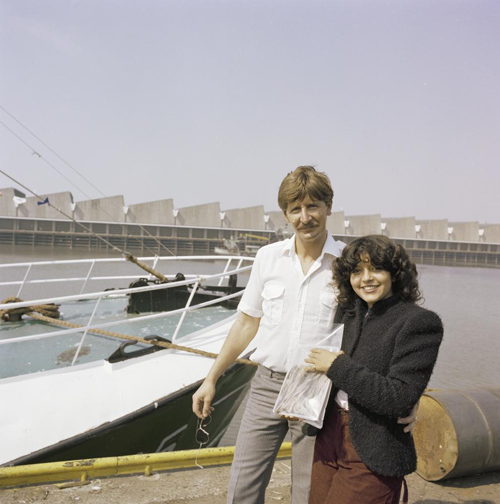
Samira Bensaïd le 15 avril 1980, lors des séances photographiques de l'Eurovision 1980.

### Points attribués par le Maroc
| 12 points | Turquie     |
| 10 points | Allemagne   |
| 8 points  | Royaume-Uni |
| 7 points  | Suisse      |
| 6 points  | Suède       |
| 5 points  | Espagne     |
| 4 points  | Norvège     |
| 3 points  | Autriche    |
| 2 points  | Danemark    |
| 1 point   | France      |

### Points attribués au Maroc
| 12 points | 10 points | 8 points | 7 points | 6 points |
| --------- | --------- | -------- | -------- | -------- |
|           |           |          | - Italie |          |
| 5 points  | 4 points  | 3 points | 2 points | 1 point  |
|           |           |          |          |          |

Samira Bensaïd interprète Bitakat hob en 5e position lors de la soirée du concours, suivant le Luxembourg et précédant l'Italie.
Au terme du vote final, le Maroc termine 18e sur les 19 pays participants, ayant obtenu 7 points au total, provenant tous du jury italien,.